# Ніндзя 3: Панування
«Ніндзя 3: Панування» (англ. Ninja III: The Domination) — американський фільм бойових мистецтва з елементами фільму жахів 1984 року режисера Сема Фьорстенберга з Сьо Косугі, Люсіндою Дікі, Джорданом Беннеттом і Джеймсом Хонгом у головних ролях. Це третій фільм у антології фільмів про ніндзя від Cannon Films, першим є «Входить у ніндзя», а другим — «Помста ніндзя».

## Синопсис
Злий ніндзя намагається помститися за свою смерть з могили, заволодівши тілом невинної жінки.

## Акторський склад
| Актор           | Роль                   |
| --------------- | ---------------------- |
| Косугі Сьо      | Горо Ямада             |
| Люсінда Дікі    | Крісті Райдер          |
| Джордан Беннетт | Біллі Сікорд           |
| Джеймс Хонг     | Міяшіма                |
| Девід Чун       | Чорний ніндзя Хандзюро |
| Дейл Ісімото    | Окуда                  |

## Відгуки
На сайті Rotten Tomatoes фільм має рейтинг схвалення 44% на основі 9 рецензій із середнім рейтингом 3,62/10. На Metacritic фільм отримав середню оцінку 25 зі 100 на основі 7 відгуків критиків.

## Випуск
Пре'мєра відбулася 11 травня 1984 року у Франції. 14 вересня 1984 року фільм вийшов у США.
Scream Factory випустила фільм на Blu-ray / DVD 11 червня 2013 року.
Scream Factory перевидала фільм на колекційному Blu-ray 12 червня 2018 року з додатковими матеріалами до фільму.